# Jake Dinwiddie
Jake Dinwiddie (Englewood, 31 luglio 1987) è un attore statunitense.

## Riconoscimenti
- Nomination Young Artist Awards 2000: Le migliori performance in un film o un film TV, con Matrimonio per papà (Au Pair) (1999), diretto da Mark Griffiths.

## Filmografia

### Cinema
- Baby Bedlam, regia di Eric Hendershot (2000)
- Determination of Death, regia di Michael Miller (2002)
- The Toast, regia di Kevin McDermott (2005)

### Televisione
- Matrimonio per papà (Au Pair), regia di Mark Griffiths (1999)
- Matrimonio per papà 2 (Au Pair II), regia di Mark Griffiths (2001)
- Vacanza in paradiso (Au Pair 3: Adventure in Paradise), regia di Mark Griffiths (2009)

### Serie TV
- Cinque in famiglia (Party of Five) – serie TV, episodi 4x19 (1998)
- The Hughleys – serie TV, episodi 1x22 (1999)
- Il tocco di un angelo (Touched by an Angel) – serie TV, episodi 7x22 (2001)
- 8 semplici regole... per uscire con mia figlia (8 Simple Rules... for Dating My Teenage Daughter) – serie TV, episodi 1x19 (2003)
- Boston Public – serie TV, episodi 4x8 (2003)
- Febbre d'amore (The Young and the Restless) – serie TV, episodi 1x8009 (2004)
- Medium – serie TV, episodi 1x9 (2005)
- Streghe (Charmed) – serie TV, episodi 3x3-7x22-8x20 (2000-2006)